# Kwas metylomalonowy
Kwas metylomalonowy – organiczny związek chemiczny z grupy kwasów dikarboksylowych.

## Metabolizm

Ścieżka metabolizmu propionianu z kwasem metylomalonowym jako produktem ubocznym

Kwas metylomalonowy jest produktem ubocznym ścieżki metabolizmu propionianu. Źródłami wyjściowymi są następujące produkty, a w nawiasach podano ich przybliżony udział w metabolizmie propionianu w całym organizmie:
- niezbędne aminokwasy: metionina, walina, treonina i izoleucyna[5] (~ 50%)[4]
- nieparzystołańcuchowe kwasy tłuszczowe[5] (~ 30%)[4]
- kwas propionowy z fermentacji bakteryjnej[5] (~ 20%)[4]
- łańcuch boczny cholesterolu[5]
- tymina[6]

Pochodna propionianu, propionylo-CoA, jest przekształcana w D-metylomalonylo-CoA przez karboksylazę propionylo-CoA, a następnie przekształcana w L-metylomalonylo-CoA przez epimerazę metylomalonylo-CoA. Wejście do cyklu kwasu cytrynowego następuje poprzez konwersję L-metylomalonylo-CoA do sukcynylo-CoA przez mutazę L-metylomalonylo-CoA, przy czym witamina B12 w postaci adenozylokobalaminy jest wymagana jako koenzym. Ten szlak degradacji propionylo-CoA do sukcynylo-CoA stanowi jeden z najważniejszych szlaków anaplerotycznych cyklu kwasu cytrynowego. Kwas metylomalonowy powstaje jako produkt uboczny tego szlaku metabolicznego, gdy D-metylomalonylo-CoA jest rozszczepiany na kwas metylomalonowy i CoA przez hydrolazę D-metylomalonylo-CoA. Enzym członek rodziny 3 syntetazy acylo-CoA (ACSF3, z ang. acyl-CoA synthetase family member 3) jest z kolei odpowiedzialny za konwersję kwasu metylomalonowego i CoA do metylomalonylo-CoA..
Wewnątrzkomórkowe esterazy są zdolne do usuwania grupy metylowej (−CH
3) z kwasu metylomalonowego i tym samym generowania kwasu malonowego. 

## Znaczenie kliniczne

### Niedobór witaminy B12
Podwyższony poziom kwasu metylomalonowego może wskazywać na niedobór witaminy B12. Jest on jednak czuły (osoby z niedoborem prawie zawsze uzyskują wynik pozytywny), ale nieswoisty (u osób bez niedoboru witaminy B12 można wykryć podwyższony poziom kwasu metylomalonowego). MMA jest podwyższone u 90-98% pacjentów z niedoborem witaminy B12. Ma niższą specyficzność, ponieważ 20–25% pacjentów w wieku powyżej 70 lat ma podwyższony poziom MMA, ale 25-33% z nich nie ma niedoboru witaminy B12. Z tego powodu test MMA nie jest rutynowo zalecany u osób starszych.

### Choroby metaboliczne
Nadmiar jest związany z kwasicami metylomalonowymi.
Jeśli podwyższonemu stężeniu kwasu metylomalonowego towarzyszy podwyższone stężenie kwasu malonowego, może to świadczyć o chorobie genetycznej spowodowanej mutacją genu ACSF3 – złożonej kwasicy malonowej i metylomalonowej (CMAMMA, z ang. combined malonic and methylmalonic aciduria). Obliczając stosunek kwasu malonowego do metylomalonowego w osoczu krwi, CMAMMA można odróżnić od klasycznej kwasicy metylomalonowej.

### Rak
Co więcej, akumulacja MMA we krwi wraz z wiekiem została powiązana z progresją nowotworu w 2020 r.

### Przerost bakterii w jelicie cienkim
Przerost bakterii w jelicie cienkim może również prowadzić do podwyższonego poziomu kwasu metylomalonowego z powodu konkurencji bakterii w procesie wchłaniania witaminy B12. Dotyczy to witaminy B12 z pożywienia i suplementacji doustnej i może być ominięte przez zastrzyki witaminy B12. Na podstawie badań przypadków pacjentów z zespołem krótkiego jelita postawiono również hipotezę, że przerost bakterii jelitowych prowadzi do zwiększonej produkcji kwasu propionowego, który jest prekursorem kwasu metylomalonowego. Wykazano, że w tych przypadkach poziom kwasu metylomalonowego powrócił do normy po podaniu metronidazolu. 

## Pomiar
Stężenia MMA we krwi są mierzone za pomocą chromatografii gazowej lub LC-MS, a oczekiwane wartości MMA u zdrowych osób wynoszą od 73 do 271 nmol/l.